# Lingea
Lingea s. r. o. je vydavatelství knih se zaměřením na češtinu a cizí jazyky a tvůrce jazykového softwaru. Sídlí v Brně. Působí v Česku, na Slovensku, v Polsku, v Maďarsku, Rumunsku a Srbsku.

## Historie
Společnost Lingea byla založena v roce 1997. V prvních letech se soustředila na vývoj vlastních elektronických slovníků Lingea Lexicon. Postupně začala vydávat i knižní tituly – všeobecné, odborné i výkladové slovníky, přehledy gramatik, konverzační příručky a průvodce. Po celou dobu své existence vyvíjí i jazykové nástroje, které jsou součástí mnoha editorů a aplikací – jako například lemmatizátor, korektor pravopisu nebo automatické dělení slov. Podílí se také na výzkumných a vývojových projektech v oblasti jazykových, překladových a řečových technologií ve spolupráci s Masarykovou univerzitou.  a Vysokým učením technickým v Brně.

## Jazyky

### Cizí jazyky
V roce 2014 pokrývají tituly Lingea všechny světadíly. Angličtina, němčina, francouzština, ruština, španělština a italština disponuje všemi typy slovníků a jazykových příruček. Frekventovanější evropské a asijské jazyky mají zpracované slovníky menšího rozsahu, přehledy gramatiky. Všechny zpracované jazyky mají vytvořené konverzační příručky, jejichž součástí je menší slovník. Vybrané tituly jsou k dispozici i ve slovenské, polské, rumunské a maďarské mutaci.
Slovníky menšího rozsahu pro 30 jazyků jsou dostupné online. Databázi slovníků Lingea využívají i překladové stránky prohlížeče Seznam.cz.

### Čeština
Vedle cizojazyčných publikací vydává nakladatelství i jazykové příručky týkající se češtiny. Od výkladových slovníků, přes pravidla pravopisu po přehled gramatiky. Lingea provozuje portál o češtině Nechybujte.cz, kde jsou tyto tituly dostupné online.

## Ocenění
V soutěži Slovník roku pořádané Jednotou tlumočníků a překladatelů se slovníky vydané nakladatelstvím Lingea umísťují na předních příčkách.

### 2005
Slovník roku 2005:
- 3. Slovník španělsko-český / česko-španělský – na CD.

Cena poroty za překladový slovník:
- 1. Slovník španělsko-český / česko-španělský – na CD.

Cena poroty za elektronický slovník:
- 3. Slovník španělsko-český / česko-španělský – na CD.

### 2007
Cena poroty za překladový slovník:
- 3. Německo-český česko-německý velký knižní slovník.

### 2008
Cena poroty za všeobecný překladový slovník:
- 1. Francouzsko-český česko-francouzský velký knižní slovník.

### 2009
Cena poroty za elektronický slovník:
- 2. Lingea Lexicon Platinum Anglicko-český česko-anglický slovník – na CD.

### 2012
Slovník roku 2012:
- 3. Kolektiv autorů: Slovník současné češtiny.

Cena poroty za překladový slovník:
- 3. Kolektiv autorů: Francouzsko-český česko-francouzský velký knižní slovník.

Cena poroty za výkladový slovník:
- 1. Kolektiv autorů: Slovník současné češtiny.

Cena poroty za elektronický slovník:
- 2. Kolektiv autorů: Slovník současné češtiny.

### 2013
Cena poroty za překladový slovník:
- 1. místo: Tomáš Laně a kolektiv Lingea: Turecko-český a česko-turecký slovník.
- 2. místo: Helena Panczová: Grécko-slovenský slovník.

Slovník roku 2013:
- 2. místo: Helena Panczová: Grécko-slovenský slovník.

Cena poroty za elektronický slovník:
- 2. místo: Kolektiv Lingea: Francouzsko-český česko-francouzský slovník Platinum Lexicon 5.[5]